# Idealista (site)
O Idealista (estilizado como idealista em minúsculas desde 2015; antigamente idealista.com) é uma empresa espanhola fundada a 4 de outubro de 2000 que oferece serviços de portal imobiliário através da internet em Espanha, Andorra, Itália e Portugal.
Em julho de 2015, a empresa foi vendida ao fundo Apax Partners, que detém quase 100% das acções após a compra das suas participações ao Kutxabank, Tiger Capital, Bonsai Venture Capital e aos sócios fundadores.
A 11 de setembro de 2020, a empresa foi vendida ao fundo sueco EQT IX por 1300 milhões de euros.
A sua equipa de gestão é liderada pelos seus três co-fundadores: Jesús Encinar (fundador e CEO), César Oteiza (cofundador e diretor de operações) e Fernando Encinar (cofundador e diretor de comunicação e marketing). Em 2015, o idealista inaugurou o seu primeiro escritório em Lisboa, na Avenida da Liberdade. É atualmente o principal site de compra, venda e arrendamento de imóveis em Portugal, tem 16 escritórios no país inteiro e cerca de 20% das casas da plataforma foram vendidas em menos de sete dias

## Áreas de atividade
O idealista obtém receitas através de quatro áreas de negócio:
- Publicação da carteira de produtos dos profissionais do sector imobiliário (65%).
- Publicidade (20%).
- Venda de serviços específicos para anunciantes (visitas virtuais) (10%).
- Desenvolvimentos tecnológicos (5%).

Em 2008, o idealista adquiriu 45% da Rentalia para desenvolver a sua atividade no sector do aluguer de férias.
Em dezembro de 2024, o idealista anunciou a aquisição do Kyero, um portal do setor focado em compradores internacionais que procuram propriedades em Portugal, Espanha, França e Itália.